# Elezione del Presidente della Camera del 2008
L'elezione del presidente della Camera del 2008 per la XVI legislatura della Repubblica Italiana si è svolta tra il 29 e il 30 aprile 2008.
Il presidente della Camera dei deputati uscente è Fausto Bertinotti. Presidente provvisorio è Pierluigi Castagnetti.
Presidente della Camera dei deputati, eletto al IV scrutinio, è Gianfranco Fini, esponente de Il Popolo della Libertà.
L'opposizione per protesta contro la maggioranza che non ha aperto un dialogo sull'elezione del presidente ha scelto di votare scheda bianca anziché un candidato di bandiera.

## L'elezione

### Preferenze per Gianfranco Fini
| Scrutinio | Voti | Percentuale |
| --------- | ---- | ----------- |
| I         | 325  | 52,3%       |
| II        | 308  | 52,3%       |
| III       | 301  | 52,3%       |
| IV        | 335  | 54,8%       |

## 29 aprile 2008

### I scrutinio
Per la nomina è richiesta una maggioranza pari a due terzi dei deputati.
| Dati votazione | Dati votazione |                | Nome            | Nome | Voti |
| -------------- | -------------- | -------------- | --------------- | ---- | ---- |
| Presenti       | 621            |                | Gianfranco Fini | 325  |      |
| Votanti        | 621            |                | Voti dispersi   | 12   |      |
| Astenuti       | 0              | Schede bianche | 278             |      |      |
| Maggioranza    | 420            | Schede nulle   | 6               |      |      |

Tra i voti dispersi ci sono voti singoli a Gianni Alemanno, Italo Bocchino, Walter Tocci, Franco Narducci e Walter Veltroni. Tra i voti nulli c'è una preferenza a Emma Bonino che, essendo senatrice, non può essere eletta Presidente della Camera.
Poiché nessun candidato raggiunge il quorum richiesto, si procede al II scrutinio.

### II scrutinio
Per la nomina è richiesta una maggioranza pari a due terzi dei votanti.
| Dati votazione | Dati votazione |                | Nome            | Nome | Voti |
| -------------- | -------------- | -------------- | --------------- | ---- | ---- |
| Presenti       | 588            |                | Gianfranco Fini | 308  |      |
| Votanti        | 589            |                | Voti dispersi   | 14   |      |
| Astenuti       | 0              | Schede bianche | 253             |      |      |
| Maggioranza    | 393            | Schede nulle   | 14              |      |      |

Tra i voti dispersi ci sono voti singoli a Alessandra Mussolini, Umberto Bossi, Raffaele Fitto, Mara Carfagna e Walter Veltroni. Tra i voti nulli ci sono due preferenze a Emma Bonino che, essendo senatrice, non può essere eletta Presidente della Camera.
Il Presidente Provvisorio Castagnetti ha spiegato che un deputato o una deputata ha votato due volte, infatti i presenti sono 588 parlamentari, mentre i votanti 589.
Poiché nessun candidato raggiunge il quorum richiesto, si procede al III scrutinio.

### III scrutinio
Per la nomina è richiesta una maggioranza pari a due terzi dei votanti.
| Dati votazione | Dati votazione |                | Nome               | Nome | Voti |
| -------------- | -------------- | -------------- | ------------------ | ---- | ---- |
| Presenti       | 575            |                | Gianfranco Fini    | 301  |      |
| Votanti        | 575            |                | Daniele Marantelli | 8    |      |
| Astenuti       | 0              |                | Voti dispersi      | 11   |      |
| Maggioranza    | 384            | Schede bianche | 245                |      |      |
|                |                | Schede nulle   | 10                 |      |      |

Poiché nessun candidato raggiunge il quorum richiesto, si procede al IV scrutinio.

## 30 aprile 2008

### IV scrutinio
Per la nomina è richiesta la maggioranza assoluta dei votanti.
| Dati votazione | Dati votazione |                | Nome               | Nome | Voti |
| -------------- | -------------- | -------------- | ------------------ | ---- | ---- |
| Presenti       | 611            |                | Gianfranco Fini    | 335  |      |
| Votanti        | 611            |                | Daniele Marantelli | 7    |      |
| Astenuti       | 0              |                | Voti dispersi      | 3    |      |
| Maggioranza    | 306            | Schede bianche | 259                |      |      |
|                |                | Schede nulle   | 7                  |      |      |

Risulta eletto: Gianfranco Fini (AN)